# Locomotion Tango
«Locomotion Tango» (Tango de la locomoción) es un tema perteneciente al sexto álbum de Modern Talking, In the Garden of Venus, compuesto por Dieter Bohlen y que fue editado como sencillo solamente en Polonia y Dinamarca.
7" sencillo Mega MRCS 2304	1988
1. 	Locomotion Tango
2. 	Slow Motion